# سکو (فیلم ۱۹۹۳)
سکو (به هندی: Platform) فیلمی محصول سال ۱۹۹۳ و به کارگردانی دیپاک پاوار است. در این فیلم بازیگرانی همچون اجی دیوگن، تیسکا چوپرا، پارش راوال، کیران کومار، موهنیش باهل، آنجانا ممتاز، مشتاق خان ایفای نقش کرده‌اند.